# 북미 대분지 원주민

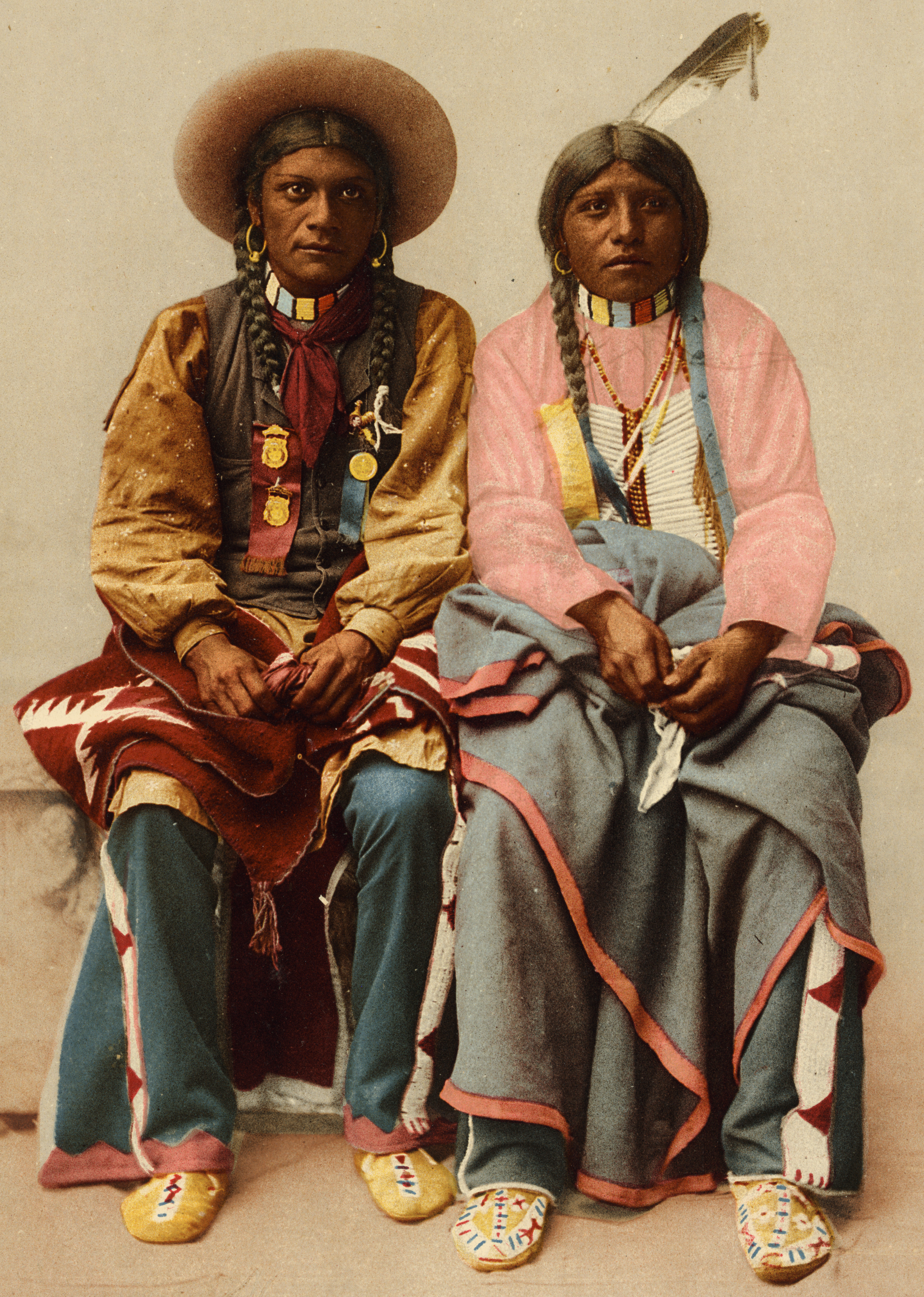
우테족.

북미 대분지 원주민(영어: Indigenous peoples of the Great Basin)은 대분지, 스네이크강 평야, 콜로라도강 상류 일대에 살던 원주민 부족들이다. 문화적으로는 로키산맥에서 시에라네바다산맥 사이에 살던 원주민들이 이에 해당한다. 오늘날의 행정구역으로는 네바다주 전체와 오리건주, 캘리포니아주, 와이오밍주, 유타주의 일부 지역이다. 대분지 지역은 강수량이 매우 낮으며, 이것이 이 일대 거주민들의 생활양식과 문화에 영향을 주었다.
대분지의 원주민들은 주변의 다른 원주민들과 구분되는 문화적 특징들을 공유한다. 언어적으로는 와쇼족을 제외하면 모두 유트아스테카어족 누미어파 언어를 구사한다.  대분지 원주민들은 대체로 서로 평화롭게 살았으며, 종종 거주영역도 겹쳤고 상당히 섞여 살았다. 20세기 이전까지 대분지 원주민들은 주로 수렵채집민이었다.
대분지 원주민들의 문화를 “사막 고졸문화(Desert Archaic)” 또는 “사막 문화(Desert Culture)”라고 한다. 이 문화는 먹을 것을 찾아 계절마다 옮겨다니는 것을 특징으로 한다. 무겁기 때문에 들고 다니기 힘든 토기 문화는 미비하였고, 대신 바구니가 고도로 발달하여 물그릇, 음식조리, 까부르기, 종자저장 등 온갖 용도로 바구니가 사용되었다. 갈판 같은 무거운 것은 들고 다니지 않고 감추어 두었다. 기후 때문에 농사는 짓지 못했다(오늘날 대분지 지역의 농업은 인공적으로 물을 대는 관개농업이다). 마찬가지 이유로 영구적인 정착지가 없었지만 겨울에 부족들이 모여서 겨울을 나는 겨울마을은 있는 부족도 있었다. 여름이 되면 핵가족이 되어 흩어지는데, 이 역시 먹을 것이 드문 척박한 환경 탓이다.
북쪽과 동쪽으로 이동한 대분지 부족들 중에는 말 타고 바이슨을 사냥하는 기마유목문화를 받아들인 부족도 있었다. 배녹족과 동부 쇼쇼니족이 대표적인데, 이들은 대평원 원주민들과 특질을 공유했다.